# Cyathea consimilis
Cyathea consimilis là một loài thực vật có mạch trong họ Cyatheaceae. Loài này được (Stolze) Lehnert mô tả khoa học đầu tiên.